# Saison 6 de Modern Family
Chronologie
Saison 5 Saison 7
Cet article présente la liste des épisodes de la sixième saison de la série télévisée américaine Modern Family.

## Généralités
- Aux États-Unis, cette saison a été diffusée à partir du 24 septembre 2014 sur le réseau ABC.
- Au Canada, elle est diffusée en simultané sur Citytv.
- Le 24 octobre 2014, ABC commande deux épisodes supplémentaires portant la saison à 24 épisodes[1].

## Synopsis de la saison
Cette saison s'articule sur la relation entre Haley et Andy, ainsi que sur l'obtention de la nationalité américaine pour Gloria et la réussite au baccalauréat pour Alex.

## Distribution

### Acteurs principaux
- Ed O'Neill (VF : Michel Dodane) : Jay Pritchett
- Julie Bowen (VF : Gaëlle Savary) : Claire Dunphy
- Ty Burrell (VF : Loïc Houdré) : Phil Dunphy
- Sofía Vergara (VF : Sophie Riffont) : Gloria Delgado-Pritchett
- Jesse Tyler Ferguson (VF : Jérôme Berthoud) : Mitchell Pritchett
- Eric Stonestreet (VF : Daniel-Jean Colloredo) : Cameron Tucker
- Sarah Hyland (VF : Alexia Papineschi)  : Haley Dunphy (sauf épisodes 14 et 22)
- Nolan Gould (VF : Henri Bungert) : Luke Dunphy (sauf épisodes 7 et 14)
- Ariel Winter (VF : Léopoldine Serre) : Alex Dunphy (sauf épisodes 14  et 17)
- Rico Rodriguez (VF : Antoine Fonck) : Manny Delgado (sauf épisodes 18 et 20)
- Aubrey Anderson-Emmons (en) (VF : Lana Ropion) : Lily Pritchett-Tucker (sauf épisodes 11,14,15 et 20)

### Acteurs récurrents et invités
- Steve Zahn (VF : Jérôme Pauwels) : Ronnie[2] (épisodes 5, 6 12 et 20 )
- Andrea Anders (VF : Véronique Piciotto) : Amber[3] (épisodes 5, 6 12 et 20)
- Tyne Daly  : Madame Plank[4] (épisode 5)
- Jon Polito VF : Jean-François Aupied) : Earl Chambers[5] (épisode 5)
- Kristen Johnston : Brenda[6] (épisode 9)
- Elizabeth Banks (VF : Marie-Eugénie Maréchal) : Sal[7] (épisode 15)
- Nathan Lane (VF : Michel Mella) : Pepper Saltzman[7] (épisode 15)
- Aya Cash : Vanessa[8] (épisode 13)
- Benjamin Bratt (VF : Maurice Decoster) : Javier, l'ex de Gloria[9](épisode 22)
- Andy Daly (VF : Jean-François Lescurat) : Principal Brown[9] (épisodes 21 et 22)
- Adam DeVine (VF : Fabrice Trojani) : Andy Bailey[9] (épisodes 3,7,13,17,19 et 24)

## Épisodes

### Épisode 1:Une lune de miel interminable
- États-Unis /  Canada : 24 septembre 2014 sur ABC[10] / Citytv[11]
- France : 20 avril 2015 sur 6ter[12]
- Suisse : 16 août 2015 sur RTS Un
- Belgique : 23 décembre 2015 sur Be Séries

- États-Unis : 11,38 millions de téléspectateurs[13] (première diffusion)

- Paolo Andino (Dan)
- Katelyn Dunkin (Pretty Girl)
- Joe Wengert (Elliot)

- Gloria fête son anniversaire dans cet épisode.
- Bien que l'actrice Katelyn Dunkin apparaisse au générique, elle n'est en réalité pas présente dans cet épisode.

### Épisode 2:Ne pas appuyer
- États-Unis /  Canada : 1er octobre 2014 sur ABC / Citytv
- France : 20 avril 2015 sur 6ter
- Suisse : 16 août 2015 sur RTS Un
- Belgique : 23 décembre 2015 sur Be Séries

- États-Unis : 10,56 millions de téléspectateurs[14] (première diffusion)

- Rebecca Mozo (La responsable des admissions)
- Patrick Carlyle (Le scientifique)
- Caleb Hoffmann (Jason Darling)
- Aaron Landon (le participant lent)

### Épisode 3:Le Patient zéro
- États-Unis /  Canada : 8 octobre 2014 sur ABC / Citytv
- France : 20 avril 2015 sur 6ter
- Suisse : 23 août 2015 sur RTS Un
- Belgique : 23 décembre 2015 sur Be Séries

- États-Unis : 10,63 millions de téléspectateurs[15] (première diffusion)

- Adam DeVine (Andy)
- Aubrey Young (Sydnee)
- Robert Desiderio (Alan Ferguson)
- Lisa Schurga (la mère de Sydnee)
- Patrick J Nicolas (le porteur)
- Bryan Chesters (le père lors du match)

### Épisode 4:Camping à l'hôtel
- États-Unis /  Canada : 15 octobre 2014 sur ABC / Citytv
- France : 21 avril 2015 sur 6ter
- Suisse : 23 août 2015 sur RTS Un
- Belgique : 30 décembre 2015 sur Be Séries

- États-Unis : 9,71 millions de téléspectateurs[16] (première diffusion)

- Sam Lloyd (Lester)
- Folake Olowofoyeku(Ayoola)
- Rory Scovel (Carl)
- Guy Stevenson (Jim)
- Semi Anthony (Ndulu)
- Cate Cohen (Patti)
- Madison Iseman (Sam)
- Zedrick Restauro (le serveur)

Mitchell déteste le sport car il était toujours le dernier joueur sélectionné quand il était enfant. 
Dans cet épisode, Manny est réintégré à l'équipe, alors qu'il s'était fait exclure dans le précédent.

### Épisode 5:Nos pires voisins
- États-Unis /  Canada : 22 octobre 2014 sur ABC / Citytv
- France : 21 avril 2015 sur 6ter
- Suisse : 30 août 2015 sur RTS Un
- Belgique : 30 décembre 2015 sur Be Séries

- États-Unis : 10,16 millions de téléspectateurs[17] (première diffusion)

- Steve Zahn (Ronnie)
- Jon Polito (Earl Chambers)
- Andrea Anders (Amber)
- Ben Lawson (George)
- Fiona Gubelmann (Lisa)
- Matt Besser (Jerry)
- Brooke Sorenson (Tammy)
- Finneas O Connell (RJ)
- Cheyn Cole (Sophie)
- Raegan Revord (Megan)
- Tyne Daly (Madame Plank)

### Épisode 6:Super cool land
- États-Unis /  Canada : 29 octobre 2014 sur ABC / Citytv
- France : 22 avril 2015 sur 6ter
- Suisse : 30 août 2015 sur RTS Un
- Belgique : 30 décembre 2015 sur Be Séries

- États-Unis : 9,92 millions de téléspectateurs[18] (première diffusion)

- Steve Zahn : Ronnie
- Andrea Anders : Amber
- Laura Malone Hunt : Debbie
- Tucker Smallwood : Le juge
- Jenny Curtis : Une jurée
- Jerry Lambert : Matt
- Tom Parker : Un médecin
- Ramone Hamilton : Un enfant
- Evan O Toole : Un enfant déguisé en Batman

Halloween est d'habitude une fête dont Claire aime s'occuper. Mais cette année, elle décide de laisser Phil s'en charger à sa place, ce qui créé une compétition entre la famille et leurs nouveaux voisins, Ronnie et Amber.
Pendant ce temps, Jay refuse de porter le déguisement de Shrek que Gloria lui a acheté, préférant jouer le rôle du prince charmant.

### Épisode 7:Le Prof d'espagnol
- États-Unis /  Canada : 12 novembre 2014 sur ABC / Citytv
- France : 22 avril 2015 sur 6ter
- Suisse : 6 septembre 2015 sur RTS Un
- Belgique : 6 janvier 2016 sur Be Séries

- États-Unis : 9,83 millions de téléspectateurs[19] (première diffusion)

- Adam DeVine (Andy)
- Michael Urie (Gavin)
- Nicholas Gonzalez (Diego)
- Heather Mazur (Ann)
- Jen Liu (Manoosh)
- Craig Michaelson (Don)

Andy aide Haley à obtenir un entretien d'embauche pour un travail au sein d'un magazine de mode. Mais le patron s'avère irascible. Pour sa part, Phil vient au secours d'Andy qui désire percer dans l'immobilier.
Gloria embauche, au grand désespoir de Jay, un tuteur d'espagnol bricoleur pour Manny. Mais celui-ci préfère apprendre le français.
Cameron et Mitchell découvrent qu'ils ont attiré l'intérêt d'une journaliste.

### Épisode 8:La Valse des dindes
- États-Unis /  Canada : 19 novembre 2014 sur ABC / Citytv
- France : 23 avril 2015 sur 6ter
- Suisse : 6 septembre 2015 sur RTS Un
- Belgique : 6 janvier 2016 sur Be Séries

- États-Unis : 10,88 millions de téléspectateurs[20] (première diffusion)

Nigella Lawson (voix seulement)

### Épisode 9:Strangers in the Night
- États-Unis /  Canada : 3 décembre 2014 sur ABC / Citytv
- France : 23 avril 2015 sur 6ter
- Suisse : 13 septembre 2015 sur RTS Un
- Belgique : 6 janvier 2016 sur Be Séries

- États-Unis : 9,02 millions de téléspectateurs[21] (première diffusion)
- Canada : 1,07 million de téléspectateurs[22] (première diffusion + différé 7 jours)

- Kristen Johnston (Brenda)
- John Karna (Alex)
- Carlito Oliveiro (Teddy)
- Eileen Galindo (Mindy)
- Marcus Folmer (Le photographe)
- Pierce Wallace (Joe)

### Épisode 10:Haley a 21 ans
- États-Unis /  Canada : 10 décembre 2014 sur ABC / Citytv
- France : 24 avril 2015 sur 6ter
- Suisse : 13 septembre 2015 sur RTS Un
- Belgique : 13 janvier 2016 sur Be Séries

- États-Unis : 9,69 millions de téléspectateurs[23] (première diffusion)

- Sunkrish Bala (Darryl)
- Raymond McAnally (Tony)
- Brett Ryback (Frankie)
- Sterling Sulieman (Peter)
- Amanda Perez (Holly)
- LaMonica Garrett (Le videur)
- Molly McCook (la demoiselle d'honneur)
- Marisa Chen Moller (la vendeuse)

### Épisode 11:Une journée en enfer
- États-Unis /  Canada : 7 janvier 2015 sur ABC / Citytv
- France : 24 avril 2015 sur 6ter
- Suisse : 20 septembre 2015 sur RTS Un
- Belgique : 13 janvier 2016 sur Be Séries

- États-Unis : 9,29 millions de téléspectateurs[24] (première diffusion)

- Rob Riggle (Gil Thorpe)
- Joel Heigelman (Sam)
- Chris Stacy (Rob)

### Épisode 12:Oh! Le Beau Bateau
- États-Unis /  Canada : 14 janvier 2015 sur ABC / Citytv
- France : 24 avril 2015 sur 6ter
- Suisse : 20 septembre 2015 sur RTS Un
- Belgique : 13 janvier 2016 sur Be Séries

- États-Unis : 9,44 millions de téléspectateurs[25] (première diffusion)
- Canada : 1,095 million de téléspectateurs[26] (première diffusion + différé 7 jours)

- Steve Zahn (Ronnie)
- Andrea Anders (Amber)
- Fred Willard (Frank)
- Brooke Sorenson (Tammy)
- Alex Wyse (le vendeur)
- Jack Axelrod (Harvey)
- Edmund Schaff (Victor)
- Elimu Nelson (le policier)

### Épisode 13:Allergies
- États-Unis /  Canada : 4 février 2015 sur ABC / Citytv
- France : 18 septembre 2015 sur M6
- Suisse : 27 septembre 2015 sur RTS Un
- Belgique : 20 janvier 2016 sur Be Séries

- États-Unis : 9,87 millions de téléspectateurs[27] (première diffusion)

- Adam DeVine (Andy)
- Aya Cash (Vanessa)
- Chasty Ballesteros (Lucy)
- Craig Welzbacher (Mark)
- Anushka Rani (Gita)

- Phil montre à Andy le château de La Reine des neiges sur sa tablette.

### Épisode 14:Les Sœurs ennemies
- États-Unis /  Canada : 11 février 2015 sur ABC / Citytv
- France : 18 septembre 2015 sur M6
- Suisse : 27 septembre 2015 sur RTS Un
- Belgique : 20 janvier 2016 sur Be Séries

- États-Unis : 9,77 millions de téléspectateurs[28] (première diffusion)

- Stephanie Beatriz (Sonia)
- Roger Bart (Anders)
- Eve Brenner (La mère d'Anders)
- Jackie Mah (Carmelina)

- Haley, Luke, Alex et Lilly sont absents de cet épisode.

### Épisode 15:Y a-t-il un Dunphy dans l'avion?
- États-Unis /  Canada : 18 février 2015 sur ABC / Citytv
- France : 21 septembre 2015 sur M6
- Suisse : 4 octobre 2015 sur RTS Un
- Belgique : 20 janvier 2016 sur Be Séries

- États-Unis : 8,80 millions de téléspectateurs[29] (première diffusion)

- Nathan Lane (Pepper Saltzman)
- Penn Jillette (Edward Legrand)
- Elizabeth Banks (Sal)
- Christian Barillas (Ronaldo)
- Natasha Leggero (Dana)
- Kevin Daniels (Longinus)
- Matthew Risch (Jotham)
- Kevin Cahoon (John-John)
- Jason Nott (Le passager)
- Mandy Levine (La préposée au standard)
- Lauren Robertson (Jillian)
- Garrett Boyd (Gideon)
- Monica Young (l'hôtesse de l'air)

### Épisode 16:Claire 2.0
- États-Unis /  Canada : 25 février 2015 sur ABC / Citytv
- France : 21 septembre 2015 sur 6ter
- Suisse : 4 octobre 2015 sur RTS Un
- Belgique : 27 janvier 2016 sur Be Séries

- États-Unis : 9,32 millions de téléspectateurs[30] (première diffusion)

- Reid Ewing (Dylan)
- Helen Stiff (La voyageuse)

### Épisode 17:Au placard
- États-Unis /  Canada : 4 mars 2015 sur ABC / Citytv
- France : 22 septembre 2015 sur M6
- Suisse : 11 octobre 2015 sur RTS Un
- Belgique : 27 janvier 2016 sur Be Séries

- États-Unis : 9,61 millions de téléspectateurs[31] (première diffusion)
- Canada : 1,171 million de téléspectateurs[32] (première diffusion + différé 7 jours)

- Adam DeVine (Andy)
- Joe Mande (Ben)
- Robbie Amell (Chase)
- Michael Bunin (le réalisateur)
- Laura Ashley Samuels (Beth)
- Chris Farah (la professeur)
- Millie Brown (Lizzie)
- Jeremy Scott Johnson (Andrew)
- Matt McGrath (Simon)
- Jenny Marlowe (l'infirmière)
- Zola Odessa (Naomi)

### Épisode 18:Chat échauffé craint la douche froide
- États-Unis /  Canada : 25 mars 2015 sur ABC / Citytv
- France : 22 septembre 2015 sur M6
- Suisse : 11 octobre 2015 sur RTS Un
- Belgique : 27 janvier 2016 sur Be Séries

- États-Unis : 8,71 millions de téléspectateurs[33] (première diffusion)

- Will Sasso (Senor Kaplan)
- Alyson Reed (Angela)
- Grace Rowe (Madame Bay)
- Perry Anzilotti (Stan)
- Wayne Alon Scott (Le vigile)
- Emma Loewen (La petite fille dans la salle d'attente)
- Rachel Sterling (L'infirmière)
- Ayumi Iizuka (La cheftaine)
- Ashlyn Faith Williams (Scout #1)
- Rigel Blue (Scout #2)
- Aubree Young (Sydney)
- Gregory Thirloway (Kurt)
- Marshall Givens (Roger)
- Troy Blendell (Dennis)

### Épisode 19:Le Roi de la fête
- États-Unis /  Canada : 1er avril 2015 sur ABC / Citytv
- France : 23 septembre 2015 sur M6
- Suisse : 18 octobre 2015 sur RTS Deux (diffusion exceptionnellement sur RTS Deux, à cause des Élections fédérales suisses de 2015, qui fera l'objet d'un programme spécial durant la case initiale de la série sur RTS Un)
- Belgique : 3 février 2016 sur Be Séries

- États-Unis : 9,43 millions de téléspectateurs[34] (première diffusion)

Adam DeVine (Andy)

### Épisode 20:Complot entre voisins
- États-Unis /  Canada : 22 avril 2015 sur ABC / Citytv
- France : 23 septembre 2015 sur M6
- Suisse : 18 octobre 2015 sur RTS Deux (diffusion exceptionnellement sur RTS Deux, à cause des Élections fédérales suisses de 2015, qui fera l'objet d'un programme spécial durant la case initiale de la série sur RTS Un)
- Belgique : 3 février 2016 sur Be Séries

- États-Unis : 8,85 millions de téléspectateurs[35] (première diffusion)

- Steve Zahn (Ronnie)
- Andrea Anders ( Amber)
- Oliver Platt (Martin)
- Chris Prinzo (Sam)
- Daniel Robaire (Guy, le serveur)
- Mary K DeVault (L'épouse)
- Joanna Strapp (La voisine)
- Graham Clarke (Le voisin)
- Anthony Alabi (Buddy, le policier)

### Épisode 21:Question d'intégrité
- États-Unis /  Canada : 29 avril 2015 sur ABC / Citytv
- France : 23 septembre 2015 sur M6
- Suisse : 25 octobre 2015 sur RTS Un
- Belgique : 3 février 2016 sur Be Séries

- États-Unis : 8 millions de téléspectateurs[36] (première diffusion)

- Andrew Daly (Le principal Brown)
- Michael Urie (Gavin Saint Clair)

### Épisode 22:Les Co-majors
- États-Unis /  Canada : 6 mai 2015 sur ABC / Citytv
- France : 24 septembre 2015 sur M6
- Suisse : 25 octobre 2015 sur RTS Un
- Belgique : 10 février 2016 sur Be Séries

- États-Unis : 8,57 millions de téléspectateurs[37] (première diffusion)

- Andrew Daly (Le principal Brown)
- Benjamin Bratt (Javier Delgado)
- Suraj Partha (Sanjay Patel)
- Anjali Bhimani (Nina Patel)
- Ajay Metha (Vish Patel)
- Kevin Daniels (Longinus)
- Matthew Risch (Jotham)
- Maile Flanagan (en) (L'officier d'immigration)
- Megan Sheehan (l'hôtesse)
- Rowan Russell (le serveur)
- Alfred Rubin Thompson (l'officier à l'aéroport)

### Épisode 23:L'Art d'être parents
- États-Unis /  Canada : 13 mai 2015 sur ABC / Citytv
- France : 25 septembre 2015 sur M6
- Suisse : 1er novembre 2015 sur RTS Un
- Belgique : 10 février 2016 sur Be Séries

- États-Unis : 8,13 millions de téléspectateurs[38] (première diffusion)
- Canada : 1,036 million de téléspectateurs[39] (première diffusion + différé 7 jours)

- Lexi DiBenedetto (Kylie)
- Vaughn Armstrong (Mel)

Phil, Luke et Haley s'allient pour forcer Alex à sécher les cours le temps du Ditch Day. Alors qu'ils se rendent au Rialto, sur le point d'être démoli, des émotions resurgissent.
Pendant ce temps, Claire se voit offrir un poste dans un hôtel prestigieux mais doit l'annoncer à Jay et craint sa réaction.
Manny vient de se faire opérer des dents de sagesse et Gloria voit l'opportunité de gâcher sa relation sentimentale.

### Épisode 24:Phil, le robot
- États-Unis /  Canada : 20 mai 2015 sur ABC[40] / Citytv
- France : 25 septembre 2015 sur M6
- Suisse : 1er novembre 2015 sur RTS Un
- Belgique : 10 février 2016 sur Be Séries

- États-Unis : 7,2 millions de téléspectateurs[41] (première diffusion)
- Canada : 989 000 téléspectateurs[42] (première diffusion + différé 7 jours)

- Adam DeVine (Andy)
- Horatio Sanz (en) (Armando)
- Laura Ashley Samuels (Beth)
- Lou Beatty Jr (Spencer)